# Artère grande palatine
L'artère grande palatine (ou grande artère palatine) est une artère systémique paire de la tête. Elle contribue à la vascularisation du palais osseux et de la cloison nasale.

## Origine
L'artère grande palatine est la branche terminale antérieure de l'artère palatine descendante. Elle nait avec les petites artères palatines dans le canal grand palatin.

## Trajet
L'artère grande palatine se poursuit vers l'avant sortant du canal par le foramen grand palatin, puis longe la voute palatine en irrigant le palais osseux, sa muqueuse et la gencive du maxillaire.
Elle s'anastomose avec l'artère grande palatine controlatérale puis traverse le canal incisif pour s'anastomoser avec l'artère sphénopalatine pour vasculariser le septum nasal.